# Герой (фильм, 1997)
«Герой» (англ. Hero, иер. трад. 馬永貞, упр. 马永贞, кант.-рус.: Ма Вин Чин) — гонконгский драматический боевик 1997 года, снятый Кори Юнем по сценарию Джеффри Лау (Цзи Аня), с Такэси Канэсиро в главной роли. Ремейк фильма 1972 года режиссёра Чжан Чэ «Боец из Шантуна».

## Сюжет
В конце правления династии Цин из-за бедности и голода Ма Винчин и его старший брат Ма Тайчхён бегут со своей суровой малой родины в большой город Шанхай, чтобы разбогатеть. Как только они прибывают в город, наступает суровая реальность, в которой братьям удаётся найти работу только в качестве кули, получая за это гроши. Винчин начинает восхищаться стилем жизни босса местной триады Тхам Си. Бандит, видя, как Винчин восхищается его каретой, бросает ему вызов на скачки между людьми и лошадьми. Парень принимает этот вызов: увидев решимость, преданность, боевые навыки и атлетизм парня, Тхам завязывает с ним дружбу, и говорит ему посетить его ночной клуб, если ему когда-нибудь понадобится помощь.
Двумя самыми влиятельными боссами мафии в Шанхае являются Тхам Си, которого поддерживает британское правительство, и Ён Сён, на которого работает вся шанхайская полиция. Из-за соперничества оба не могут получить полный контроль над всей территорией города. Винчин зарабатывает больше доверия со стороны Си, когда он узнаёт о покушении Сёна на него и вмешивается в драку, спасая Си жизнь. В благодарность Си отдаёт спасителю небольшую часть своей территории, а тот использует это в своих интересах, чтобы расширить дальше зону своего влияния. Дела у Винчина идут в гору до тех пор, пока он не пытается завоевать территорию, принадлежащую Сёну. Ослеплённого своей силой и жадностью, его предаёт тот, кому он больше всего доверял, что приводит к трагедии для него самого и Си, который, несмотря на глупость Винчина, всё ещё остаётся его другом.

## Актёрский состав
Примечание: имена персонажей даны в кантонской романизации.
| Актёр                 | Персонаж   |
| --------------------- | ---------- |
| Такэси Канэсиро       | Ма Винчин  |
| Юань Бяо              | Тхам Си    |
| Джессика Хестер Сюань | Кам Линчи  |
| Валери Чау            | Им Ёнтхинь |
| Юнь Так               | Ён Сён     |
| Юнь Ва                | Ма Тайчхён |

## Номинации
| Кинопремия                          | Категория                 | Лауреат / претендент | Результат | Источник |
| ----------------------------------- | ------------------------- | -------------------- | --------- | -------- |
| 34-й кинофестиваль «Золотая лошадь» | «Лучшая экшн-хореография» | Кори Юнь, Юнь Так    | Номинация | [ 4 ]    |